# Ołeksandr Huszczyn
Ołeksandr Serhijowycz Huszczyn, ukr. Олександр Сергійович Гущин, ros. Александр Сергеевич Гущин, Aleksandr Sergiejewicz Guszczin (ur. 5 sierpnia 1966 w Odessie, zm. 17 stycznia 2000 tamże) – ukraiński piłkarz, grający na pozycji napastnika.

## Kariera piłkarska

### Kariera klubowa
Wychowanek Czornomorca Odessa oraz Internatu Sportowego w Kijowie. W 1983 rozpoczął karierę piłkarską w drużynie rezerw Dynama Kijów. W 1985 debiutował w podstawowym składzie Dynama. Przez wysoką konkurencję w gwiazdorskim składzie Dynama ciężko było zająć miejsce podstawowego piłkarza, dlatego w 1987 powrócił do Czornomorca Odessa. W 1990 został piłkarzem Krystału Chersoń. Potem wyjechał za granicę, gdzie bronił barw węgierskich (Budapesti Vasutas i Csepel Budapeszt) oraz fińskiego Oulun Palloseura. W 1993 powrócił do Ukrainy, gdzie najpierw występował w SK Odessa, a potem w Dnistrowcu Białogród nad Dniestrem. W maju 1995 debiutował w składzie klubu Zoria-MAŁS Ługańsk, a we wrześniu 1995 przeszedł do Kreminia Krzemieńczuk. W 1996 podpisał kontrakt z rosyjskim klubem Nosta Nowotroick. W 1998 przez niewykonanie warunków kontraktu ze strony rosyjskiej powrócił do Odessy, gdzie bronił barw amatorskiego zespołu Rybak Odessa. Po sezonie 1999/2000 zakończył karierę piłkarską w zespole
Syhnał Odessa.

## Sukcesy i odznaczenia

### Sukcesy klubowe
- mistrz ZSRR: 1985

### Sukcesy indywidualne
- najlepszy piłkarz turnieju Granatkina: 1985

### Odznaczenia
- tytuł Mistrza Sportu ZSRR: 1985